# Propaganda in den Vereinigten Staaten

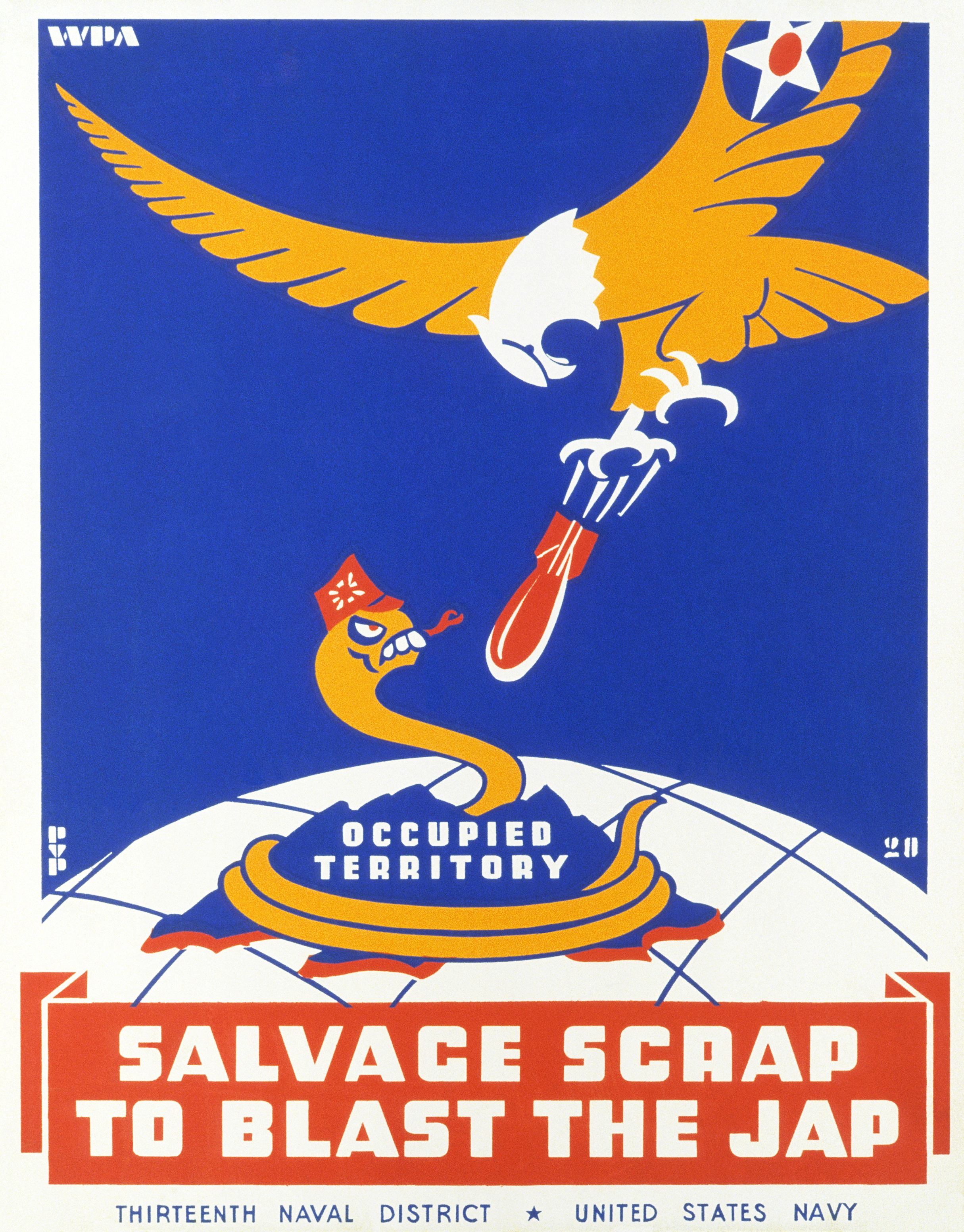
Amerikanisches Poster von 1941 zum sorgfältigen Umgang mit kriegswichtigen Metall-Abfällen zugunsten der von Japan besetzten Gebiete im Zweiten Weltkrieg

Propaganda wurde und wird teilweise noch in den Vereinigten Staaten sowohl von Stellen mancher Regierungen als auch von privaten Medienunternehmen wie Fernsehsendern oder auch über soziale Plattformen verbreitet.

## Erster Weltkrieg
Laut Thomas Howell erfolgte während des Ersten Weltkriegs ein Einsatz von Propaganda durch die US-Regierung einerseits durch Werbung für Kriegsanleihen. Ferner produzierte die US-Regierung Plakate, die die Menschen dazu ermutigten, Abfall zu reduzieren und in „Siegesgärten“ (Victory Gardens) ihr eigenes Gemüse anzubauen. Die öffentliche Skepsis, welche sich gegenüber dem Ausschuss für öffentliche Information entwickelt hatte, führte dazu, dass die Nachkriegsregierung den Einsatz von Propaganda offiziell aufgab.

## Zweiter Weltkrieg
Während des Zweiten Weltkriegs nutzten die Vereinigten Staaten offiziell keine Propaganda, aber laut Lincoln Riddle umging die Roosevelt-Regierung dies durch das nach dem japanischen Überfall privat initiierte und organisierte, aber von der Regierung finanziell unterstützte Writers' War Board (WWB). Die Regierung setzte zunächst keine Propaganda ein. Why We Fight gilt als eine Serie von Propagandafilmen der US-Regierung, die zunächst den kämpfenden Truppen die Kriegsgründe erläutern sollten. Die Reaktionen waren gemischt, da die Versuche der Regierung, während des Ersten Weltkriegs Propaganda zu verbreiten, von der amerikanischen Öffentlichkeit negativ wahrgenommen worden waren.
Howell erwähnt, dass die Aktivitäten der Writers War Board in einem Report 1943, ein Jahr nach Aufnahme der Aktivität, als „größte Propagandamaschine der Geschichte“ gerühmt worden waren. Im eigenständig konstituierten 20-köpfigen Gremium saßen unter anderem Rex Stout als Vorsitzender, sodann Oscar Hammerstein I, Pearl S. Buck, John Phillips Marquand, Margaret Leech, William L. Shirer, Clifton Fadiman, Paul Gallico, Russel Crouse und der Radiomoderator Elmer Davis, dem späteren Vorsitzenden des United States Office of War Information. Dessen Auftrag bestand ab 1942 darin, das Verständnis für die Kriegspolitik zu fördern. Es befasste sich mit Plakaten, Presse, Filmen, Ausstellungen und produzierte beispielsweise auch Briefmarken mit einem verunstalteten Porträt Hitlers, die über Deutschland abgeworfen wurden, um die US-Kriegszwecke zu fördern.
Von 1944 bis 1948 förderten laut Steven Casey prominente US-Politiker eine innenpolitische Propagandakampagne, die darauf abzielte, die Öffentlichkeit davon zu überzeugen, einem harten Frieden für das deutsche Volk zuzustimmen, indem sie beispielsweise die gemeinsame Sichtweise des deutschen Volkes und der NSDAP als getrennte Einheiten aufhoben. Kernstück dieser Kampagne war das Writers' War Board, das eng mit der Roosevelt-Administration verbunden war.

## Kalter Krieg
In den 1950er und 1960er Jahren, in den frühen Jahren des Kalten Kriegs, wurde die Regierung der Sowjetunion kritisiert und in subtiler Form in der Kunst herabgesetzt. Dies geschah in den Bereichen Film, Fernsehen, Musik und Literatur. Die Beamten der Vereinigten Staaten erklärten dazu, sie würden genaue Informationen über Russland und seine kommunistische Lebensweise in den 1950er und 1960er Jahren erteilen. Es wurden während der McCarthy-Ära auch Pamphlete und warnende Filme für das Militär produziert, wie der von der Armed Forces Information produzierte Film How to Spot a Communist aufgrund eines Textes eines Hauptquartiers der Armee. Nach Kritik von Journalisten zog jenes Hauptquartier den Text zurück.

## Golfkrieg
Kurz nach der irakischen Invasion in Kuwait 1990 wurde in den USA die Organisation Citizens for a Free Kuwait gegründet. Die Organisation beauftragte die PR-Firma Hill & Knowlton für etwa 11 Millionen $, bezahlt von der Regierung Kuwaits, um in den USA Propaganda für den Kriegseintritt der USA gegen den Irak zu machen.
Neben vielen anderen Mitteln zur Beeinflussung der US-Öffentlichkeit, wie der Verteilung von Büchern über irakische Gräueltaten an US-Soldaten, die in der Region stationiert sind, von „Free Kuwait“-T-Shirts und Lautsprechern an Universitäten und Dutzenden von Videonachrichtenmeldungen an Fernsehsender, arrangierte die Firma einen Auftritt vor einer Gruppe von Mitgliedern des US-Kongresses, in dem eine junge Frau, die sich als Krankenschwester im Krankenhaus von Kuwait-Stadt ausgab, beschrieb, wie irakische Soldaten Babys aus Inkubatoren holten und sie auf dem Boden sterben ließen. Die Geschichte trug dazu bei, sowohl die Öffentlichkeit als auch den Kongress auf einen Krieg mit dem Irak vorzubereiten: Sechs Kongressabgeordnete sagten, die Zeugenaussage sei ausreichend, um eine militärische Aktion gegen den Irak zu unterstützen, sieben Senatoren bezogen sich in der Debatte auf die Zeugenaussage. Der Senat unterstützte die Militäraktion mit 52 zu 47 Stimmen. Ein Jahr nach dem Krieg stellte sich laut Ted Rose heraus, dass diese Behauptung eine Erfindung war. Die junge Frau, die ausgesagt hatte, war ein Mitglied der königlichen Familie von Kuwait und die Tochter des Botschafters von Kuwait in den USA. Sie hatte während der irakischen Invasion nicht in Kuwait gelebt.

## Irakkrieg
Laut David Barstow startete Anfang 2002 das US-Verteidigungsministerium eine Propaganda-Offensive, die umgangssprachlich als Militäranalyseprogramm des Pentagon bezeichnet wird. Das Ziel der Operation war es, die Ansichten der US-Regierung für den Krieg gegen den Irak zu verbreiten, indem pensionierte Kommandeure im Netzwerk und im Kabelfernsehen vorgestellt wurden, wo sie als unabhängige Analysten auftraten. Am 22. Mai 2008, nachdem dieses Programm in der New York Times veröffentlicht worden war, verabschiedete das Repräsentantenhaus eine Änderung, die ein inländisches Propagandaverbot dauerhaft machen würde, das bis jetzt jährlich im Militärgenehmigungsgesetz erlassen wurde.
Die Shared Values Initiative war eine PR-Kampagne, die Muslimen auf der ganzen Welt ein „neues“ Amerika darstellen sollte, indem sie zeigte, dass amerikanische Muslime im Amerika nach dem 11. September glücklich und frei ohne Verfolgung lebten. Die vom Außenministerium der Vereinigten Staaten finanzierte Kampagne schuf eine Frontgruppe für Öffentlichkeitsarbeit, die als Council of American Muslims for Understanding (CAMU) bekannt ist. Die Kampagne wurde in Phasen unterteilt; Die erste davon bestand aus fünf Minidokumentationen für Fernsehen, Radio und Printmedien mit gemeinsamen Wertebotschaften für wichtige muslimische Länder.

## Ad Council
Das Ad Council, eine amerikanische Non-Profit-Organisation, hat das Ziel, das Leben von Menschen durch Werbung durch verschiedene Fallstudien und wahre Geschichten zu verändern. Diese gemeinnützige Organisation gibt weiterhin öffentliche Bekanntmachungen in der Hoffnung, Informationen ohne Meinung weiterzugeben und das Bewusstsein für Probleme zu schärfen. Der Ad Council verteilt weiterhin Ankündigungen des Weißen Hauses zu allen politischen Informationen und Debatten. Laut der offiziellen Website des Ad Council will es sicherstellen, dass Werbung nicht voreingenommen ist und niemandem schadet. Sie haben eine Vielzahl von veröffentlichten Pressemitteilungen und Nachrichtenartikeln zu verschiedenen Themen in den Vereinigten Staaten. Das Ad Council veröffentlicht öffentlich-rechtliche Ankündigungen im Auftrag verschiedener privater und regierungsnaher Agentursponsoren, wurde 2009 von Megan Barnhart angesichts der historisch engen Zusammenarbeit des Ad Council mit dem Präsidenten der Vereinigten Staaten und der Bundesregierung als „ein inländischer Propagandaarm der Bundesregierung“ bezeichnet.

## COVID-19-Pandemie
Im April 2020 zeigten Präsident Donald Trump und die Regierung der Vereinigten Staaten ein Wahlkampfvideo für die Republikanische Partei, das weithin als Propagandavideo galt. Dieses Video bezog sich auf eine Zeitleiste der Reaktion der US-Regierung auf die COVID-19-Pandemie und zeigte nur günstige Momente. Einige Kommentatoren und Analysten glaubten, dass dies den Ruf von Präsident Donald Trump und seiner Regierung schützen sollte, insbesondere vor der anstehenden Präsidentschaftswahl im November 2020.

## Kommission 1776
Die Kommission 1776 war ein beratender Ausschuss, der im September 2020 vom Präsidenten Donald Trump eingerichtet wurde, um das zu unterstützen, was er „patriotische Erziehung“ nannte. Die Kommission, der keine Historiker angehörten, die sich auf die Geschichte der Vereinigten Staaten spezialisiert hatten, veröffentlichte den Bericht von 1776 am 18. Januar 2021. Historiker kritisierten den Bericht als „voller Fehler und Parteipolitik“, Einige bezeichnen es als politische Propaganda.

## Weltweit
Das International Broadcasting Bureau wurde 1994 als Nachfolger der 1953 gegründeten United States Information Agency gegründet. Ihm unterstehen die Voice of America, Radio Liberty, Alhurra und weitere internationale Rundfunkprogramme. Sie senden hauptsächlich in Länder, in denen die Vereinigten Staaten feststellen, dass Informationen über internationale Ereignisse entweder aufgrund schlechter Infrastruktur oder staatlicher Zensur begrenzt sind. Der Smith-Mundt Act verbietet der „Stimme Amerikas“ die Verbreitung von Informationen an US-Bürger, die speziell für ein ausländisches Publikum produziert wurden.
Während des Kalten Krieges führten die Vereinigten Staaten verdeckte Propagandakampagnen in Ländern durch, die zu sowjetischen Satelliten gezählt wurden, wie Italien, Afghanistan, und Chile. Dem Church-Committee-Report zufolge führten US-Behörden eine „massive Propagandakampagne“ gegen Chile durch, wo allein in einem Zeitraum von sechs Wochen über 700 Nachrichtenartikel in amerikanischen und europäischen Medien aus CIA-Aktivitäten hervorgingen.
Im Jahr 2006 kündigte das Pentagon die Schaffung einer neuen Einheit an, die darauf abzielt, Propaganda über angeblich unrichtige Geschichten über den Irakkrieg zu verbreiten. Diese Ungenauigkeiten wurden dem Feind angelastet, der versuchte, die Unterstützung für den Krieg zu verringern. Donald Rumsfeld wurde mit den Worten zitiert, diese Geschichten seien etwas, das ihn nachts wach hält.
Der Kommentator und Moderator Tucker Carlson verbreitet die staatlich-ausländische Propaganda der russischen Regierung in den USA.

## Psychologische Sichtweisen
Das US-Militär definiert psychologische Operationen oder PSYOP als:
geplante Operationen zur Übermittlung ausgewählter Informationen und Indikatoren an ein ausländisches Publikum, um die Emotionen, Motive, objektiven Überlegungen und letztendlich das Verhalten ausländischer Regierungen, Organisationen, Gruppen und Einzelpersonen zu beeinflussen.
Einige argumentieren, dass das 1948 verabschiedete Smith-Mundt-Gesetz ausdrücklich Informationen und psychologische Operationen verbietet, die sich an die US-Öffentlichkeit richten. Emma Briant weist jedoch darauf hin, dass dies eine häufige Verwirrung ist: Der Smith-Mundt-Act galt immer nur für das Außenministerium der Vereinigten Staaten, nicht für das Verteidigungsministerium der Vereinigten Staaten und militärische PSYOP, dem Artikel 10 des US-Codes unterliegen. Dennoch macht es der leichte Zugang zu Nachrichten und Informationen aus der ganzen Welt schwierig zu garantieren, dass PSYOP-Programme die US-Öffentlichkeit nicht erreichen. Oder, mit den Worten von Army Col. James A. Treadwell, der 2003 die PsyOps-Einheit des US-Militärs im Irak befehligte, in der Washington Post:
Es wird immer eine gewisse Überschneidung mit der globalen Informationsumgebung geben.
Agence France Presse berichtete über US-Propagandakampagnen:
Das Pentagon räumte in einem kürzlich freigegebenen Dokument ein, dass die US-Öffentlichkeit zunehmend Propaganda ausgesetzt ist, die im Rahmen von eigenen psychologischen Operationen im Ausland verbreitet wird.
Der frühere US-Verteidigungsminister Donald Rumsfeld genehmigte das genannte Dokument mit dem Titel „Information Operations Roadmap.“ Das Dokument erkennt die Ausrichtung und Wirkung der US Propaganda auf ein inländisches Publikum an, bietet jedoch keine Möglichkeit, die Auswirkungen von PSYOP-Programmen auf bestimmte inländische Gruppen einzuschränken. Ein kürzlich erschienenes Buch von Emma L. Briant bringt dies auf den neuesten Stand und beschreibt detailliert die großen Veränderungen in der Praxis, die auf 9/11 folgten und besonders nach dem Irakkrieg, als sich die US-Verteidigung an ein dynamischeres Medienumfeld anpasste und neue Internetrichtlinien einführte.
Mehrere Vorfälle im Jahr 2003 wurden von Sam Gardiner, einem pensionierten Oberst der Air Force, dokumentiert, die er als Informationskriegskampagnen betrachtete, die für „ausländische Bevölkerungen und die amerikanische Öffentlichkeit“ bestimmt waren. Truth from These Podia, wie die Abhandlung hieß, berichtete, dass die Art und Weise, wie der Irakkrieg geführt wurde, einer politischen Kampagne ähnelte, und betonte, dass hier die Botschaft einer Propaganda anstatt der Wahrheit verfolgt wurde.